# Pure and Easy
Pure and Easy est une chanson du groupe britannique The Who, écrite en 1971 mais parue pour la première fois sur un album du groupe dans la compilation Odds and Sods en 1974. Pete Townshend a inclus une version du titre dans son album solo de 1972 Who Came First.
La version originale de Pure and Easy, présente dans la version Deluxe de Who's Next, a été enregistrée au Record Plant les 17 et 18 mars 1971. 
La version postérieure présente sur Odds and Sods (1974) a été enregistré aux studios Olympic. 
Une version live de 1971 de la chanson est présente dans l'édition Deluxe de Who's Next.
La chanson fut tout d'abord, lors de son enregistrement en 1971, désignée sous le titre The Note.
Au sein du Projet Lifehouse abandonné, cette chanson tient un rôle central.